# Cyclolabus impressus
Cyclolabus impressus är en stekelart som först beskrevs av Léon Abel Provancher 1874.  Cyclolabus impressus ingår i släktet Cyclolabus och familjen brokparasitsteklar. Utöver nominatformen finns också underarten C. i. infuscatus.